# Старый английский барон
«Старый английский барон» (англ. The Old English Baron) — готический роман британской писательницы Клары Рив, опубликованный в 1777 году.

## Сюжет
В «Старом английском бароне» используется та же сюжетная схема, что и в «Замке Отранто» Хораса Уолпола: законный наследник после длительных гонений и испытаний добивается своего восстановления в правах. При этом из необъяснимого и потустороннего Клара Рив оставила только появление призрака в рыцарских латах, раскрывающего преступление лорда Ловелла и показывающего на захватчика титула и имущества своим перстом. Это единственная сцена из всего романа в стиле старой «готики», хотя действие происходит в типичном для этого жанра месте — на развалинах замка, где поселились привидения.

## Восприятие
Роман снискал огромную популярность. К концу XIX века он был издан в Великобритании 18 раз, в 1787 году был переведён на французский, в 1789 — на немецкий языки. На его основе была создана пьеса «Эдмунд, сирота из замка» (1789).